# 3rd-LOVE Paradise
„3rd-LOVE Paradise“ е третият албум на японската група Morning Musume издаден на 29 март 2000 година от Zetima Records. Албумът достига 2-ра позиция в японската класацията за албуми. Албумът е с общи продажби от 863 300 копия в Япония.

## Списък с песните
1. „Ohayō (～おはよう～, ~'Morning~)“ – 2:02
2. „Love Machine (LOVEマシーン)“ – 5:01
3. „Aisha Loan de (愛車ローンで, A Beloved Car on Loan)“ – 4:47
4. „Kuchizuke no Sono Ato (くちづけのその後, Right After the Kiss)“ – 4:54
5. „Koi no Dance Site (恋のダンスサイト Dance site of love)“ – 4:29
6. „Lunchtime (Rebanira Itame) (ランチタイム～レバニラ炒め～, Lunchtime (Liver Leek Stir Fry)“ – 3:32
7. „Dance Suru no da! (Danceするのだ!, The Fact is, We Dance!)“ – 4:50
8. „Omoide (おもいで, Memory)“ – 4:39
9. „Harajuku 6:00 Shūgō (原宿6:00集合, Meeting at Harajuku at 6:00)“ – 4:23
10. „Why“ – 4:51
11. „...Suki da yo! (「、、、好きだよ！」, ... I Love You!)“ – 5:34
12. „Oyasumi (～おやすみ～, Good Night)“ – 1:56